# Yumeko Aizome
Yumeko Aizome (逢初夢子, Aizome Yumeko, 25 de dezembro de 1915) é uma atriz japonesa. Seu nome verdadeiro é Yachiyo Yokoyama (横山 八千代, Yokoyama Yachiyo).

## Biografia
Yumeko Aizome apareceu em mais de 115 filmes entre os anos de 1932 a 1955, colaborando com muitos diretores renomados do Japão, notadamente com Mikio Naruse, Yasujirō Ozu, Hiroshi Shimizu e Heinosuke Gosho.
Casou-se em 1942 com o nadador olímpico Masanori Yusa.

## Filmografia selecionada
Filmografia:
- 1932: Mushibameru haru (蝕める春) (dir. Mikio Naruse)
- 1932: Ai no bōfūrin (愛の防風林) (dir. Hiroshi Shimizu)
- 1932: Byakuya wa akuru (白夜は明くる) (dir. Hiroshi Shimizu)
- 1932: Hototogisu (不如帰) (dir. Heinosuke Gosho)
- 1932: Koi no Tokyo (恋の東京) (dir. Heinosuke Gosho)
- 1932: Bōfūtai (暴風帯) (dir. Hiroshi Shimizu)
- 1932: Dansei seifuku (男性征服) (dir. Keisuke Sasaki)
- 1933: Hanayome no negoto (花嫁の寝言) (dir. Heinosuke Gosho)
- 1933: Hijōsen no Onna (非常線の女) (dir. Yasujirō Ozu)
- 1933: Minato no Nihon musume (港の日本娘) (dir. Hiroshi Shimizu)
- 1933: Koi no shōhai (恋の勝敗) (dir. Yoshinobu Ikeda)
- 1933: Daigaku no wakadanna (大学の若旦那) (dir. Hiroshi Shimizu)
- 1933: Sobo (双眸) (dir. Mikio Naruse)
- 1933: Rappa to musume (ラッパと娘) (dir. Yasujirō Shimazu)
- 1933: Hoho o yosureba (頬を寄すれば) (dir. Yasujirō Shimazu)
- 1934: Jōen no toshi (情炎の都市) (dir. Yasujirō Shimazu)
- 1934: Shojo yo nageku nakare (処女よ嘆く勿れ) (dir. Keisuke Sasaki)

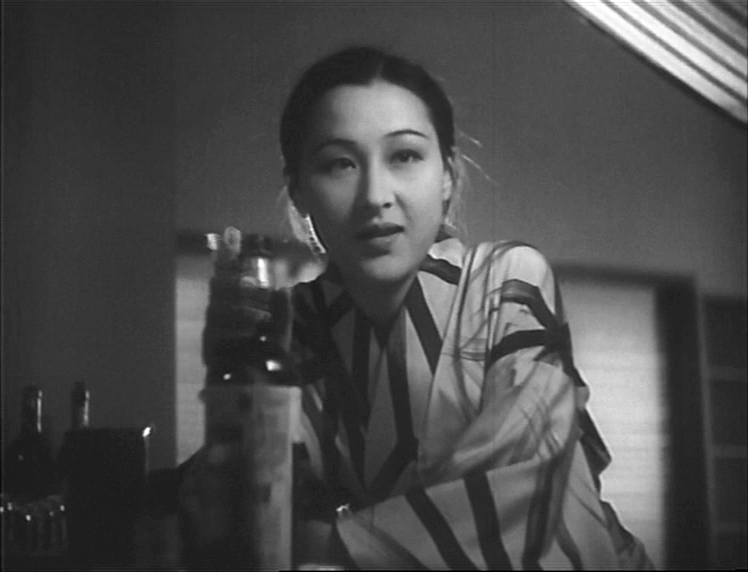
Yumeko Aizome em Haha o kowazuya (1934)

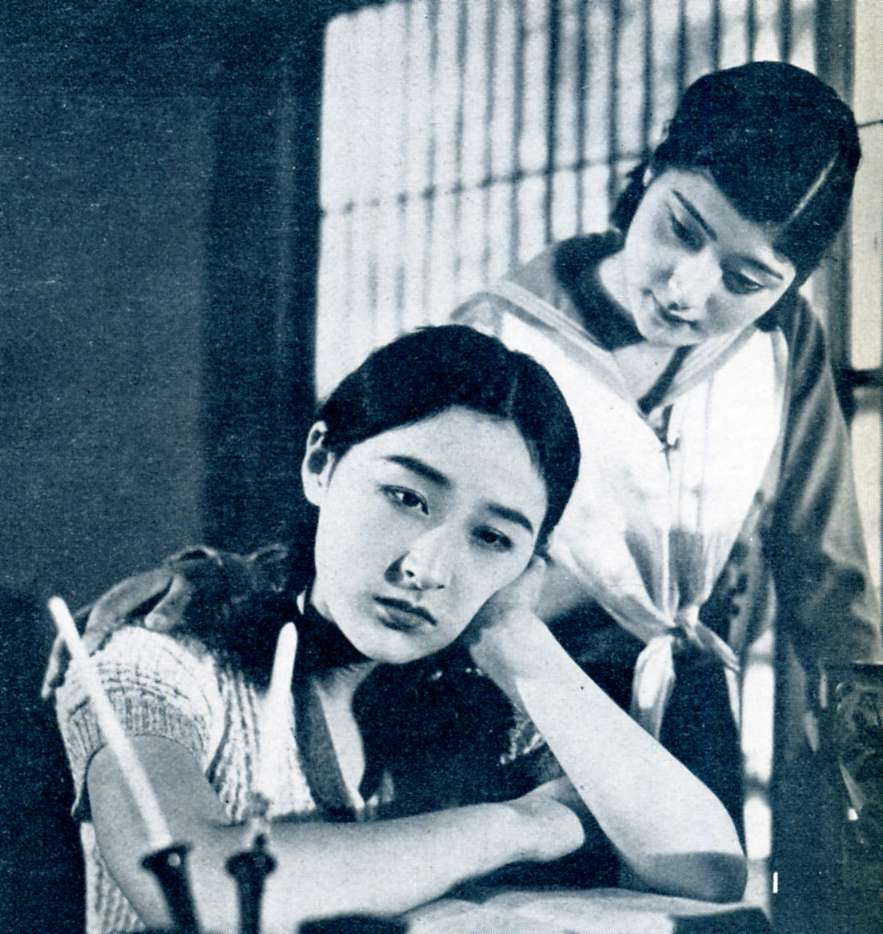
Sanae Takasugi e Yumeko Aizome em Tonari no Yae-chan (1934)

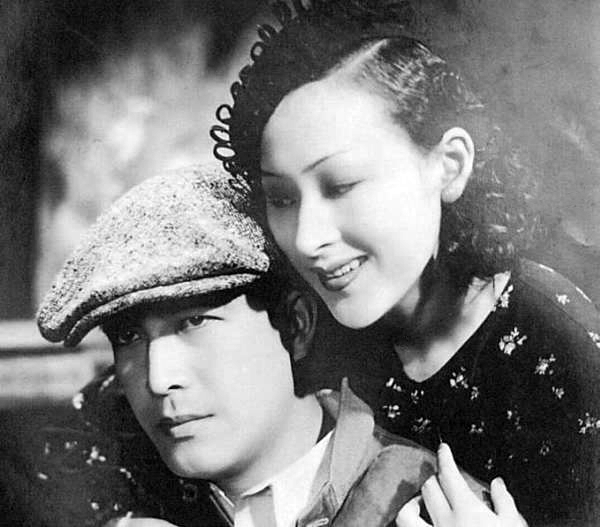
Den Obinata e Yumeko Aizome em Machi no ekubo (1936)

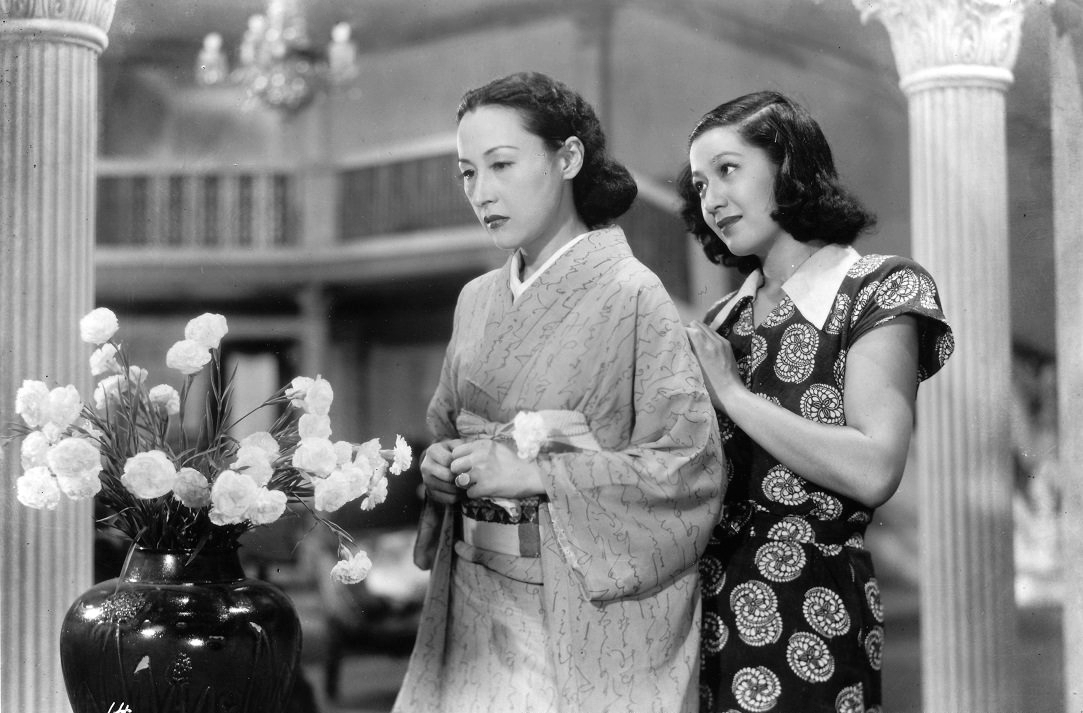
Yumeko Aizome (esquerda) e Setsuko Hara em Anjō-ke no butōkai (1947)

- 1934: Daigaku no wakadanna: Buyūden (大学の若旦那・武勇伝) (dir. Hiroshi Shimizu)
- 1934: Gaika no kage ni (凱歌の蔭に) (dir. Keisuke Sasaki)
- 1934: Haha o kowazuya (母を恋はずや) (dir. Yasujirō Ozu)
- 1934: Tonari no Yae-chan (隣の八重ちゃん) (dir. Yasujirō Shimazu)
- 1934: Kekkon kōfun-ki (結婚興奮記) (dir. Yasujirō Shimazu)
- 1934: Daigaku no wakadanna: Taiheiraku (大学の若旦那・太平楽) (dir. Hiroshi Shimizu)
- 1934: Tajō būsshin (多情仏心) (dir. Yutaka Abe)
- 1936: Machi no ekubo (街の笑くぼ) (dir. Tsutomu Shigemune)
- 1937: Kafuku zempen (禍福 前篇) (dir. Mikio Naruse)
- 1937: Kafuku kōhen (禍福 後篇) (dir. Mikio Naruse)
- 1938: Ōenka (応援歌) (dir. Hiroshi Shimizu)
- 1938: Taiyō no ko (太陽の子) (dir. Yutaka Abe)
- 1938: Ajia no musume (亜細亜の娘) (dir. Shigeo Tanaka)
- 1938: Nakimushi kozo (泣蟲小僧) (dir. Shirō Toyoda)
- 1939: Hyōban gonin musmume (評判五人娘) (dir. Seiji Hisamatsu)
- 1940: Aijin no chikai (愛人の誓ひ) (dir. Shigeo Tanaka)
- 1941: Hokkyokukō (北極光) (dir. Shigeo Tanaka)
- 1944: Kokusai mitsuyu-dan (国際密輸団) (dir. Daisuke Itō)
- 1945: Tōkai suikoden (東海水滸伝) (dir. Hiroshi Inagaki e Daisuke Itō)
- 1947: Anjō-ke no butōkai (安城家の舞踏会) (dir. Kōzaburō Yoshimura)
- 1947: Musume no gyakushū (娘の逆襲) (dir. Noboru Nakamura)
- 1948: Uwasa no otoko (噂の男) (dir. Yasushi Sasaki)
- 1948: Idainaru X (偉大なるＸ) (dir. Hideo Ōba)
- 1948: Nikutai no mon (肉体の門) (dir. Masahiro Makino e Masafusa Ozaki)
- 1949: Saheiji torimono-chō: Murasaki zukin I (佐平次捕物帳 紫頭巾 前篇) (dir. Masahiro Makino)
- 1949: Saheiji torimono-chō: Murasaki zukin II (佐平次捕物帳 紫頭巾 後篇) (dir. Masahiro Makino)
- 1951: Nyozoku to hangan (女賊と判官) (dir. Masahiro Makino e Ryō Hagiwara)
- 1953: Shukuzu (縮図) (dir. Kaneto Shindō)
- 1965: Kiri no hata (霧の旗) (dir. Yōji Yamada)